# Episodi di Robin Hood - Alla conquista di Sherwood
La prima stagione di Robin Hood - Alla conquista di Sherwood è andata dall'8 novembre 2014 al 2015. In Italia è stata trasmessa nel 2016 su DeA Kids e Rai Gulp.
| nº | Titolo originale                     | Titolo italiano                               | Prima TV originale | Prima TV Italia |
| -- | ------------------------------------ | --------------------------------------------- | ------------------ | --------------- |
| 1  | Once Upon a Time in Sherwood: Part 1 | C'era una volta a Sherwood (prima parte)      | 2014               | 2016            |
| 2  | Once Upon a Time in Sherwood: Part 2 | C'era una volta a Sherwood (seconda parte)    | 2014               | 2016            |
| 3  | The Conquest of Sherwood             | Alla conquista di Sherwood                    | 2014               | 2016            |
| 4  | Royal Lessons                        | Lezioni private                               | 2014               | 2016            |
| 5  | Baby Hood                            | Cesta con sorpresa                            | 2014               | 2016            |
| 6  | Lubin's Horse                        | Cavallo vincente                              | 2014               | 2016            |
| 7  | The Secret Garden                    | Il giardino segreto                           | 2014               | 2016            |
| 8  | The Witch                            | Robin Hood e la strega                        | 2014               | 2016            |
| 9  | The Hypnotiser                       | Operazione anti-ipnosi                        | 2014               | 2016            |
| 10 | The Charlatan                        | Trappola per ciarlatani                       | 2014               | 2016            |
| 11 | The Magic Arrow                      | La freccia magica                             | 2014               | 2016            |
| 12 | A Bottle of Luck                     | La bottiglia della fortuna                    | 2014               | 2016            |
| 13 | Princely Flight                      | Un volo ... principesco                       | 2014               | 2016            |
| 14 | An One and Only Sheriff              | Scontro tra sceriffi                          | 2014               | 2016            |
| 15 | Hail of Stones                       | La sala delle pietre                          | 2014               | 2016            |
| 16 | The Statue of the Prince             | La statua del principe                        | 2014               | 2016            |
| 17 | One Joke Too Many                    | Mille e una barzelletta                       | 2014               | 2016            |
| 18 | Damsel In Distress                   | Salvare una damigella                         | 2014               | 2016            |
| 19 | The Other Robin                      | Il falso Robin Hood                           | 2014               | 2016            |
| 20 | The Treasure Chase                   | All'inseguimento del tesoro                   | 2014               | 2016            |
| 21 | Child's Play                         | Un gioco da bambini                           | 2014               | 2016            |
| 22 | The Alchemist                        | Il principe stregone                          | 2014               | 2016            |
| 23 | Trapped In the Village               | Trappola in città                             | 2014               | 2016            |
| 24 | The Haunted Castle                   | Il castello infestato                         | 2014               | 2016            |
| 25 | The Puppet Master                    | Il maestro dei burattini                      | 2014               | 2016            |
| 26 | The Sword of Kings                   | La spada dei re                               | 2014               | 2016            |
| 27 | The Five Puppets                     | I cinque pupazzi                              | 2014               | 2016            |
| 28 | Mirror Marian                        | Lo specchio di Lady Marian                    | 2014               | 2016            |
| 29 | The Biter Bit                        | Tutti scommettono contro il Principe Giovanni | 2014               | 2016            |
| 30 | The Invisible Gold                   | L'oro invisibile                              | 2014               | 2016            |
| 31 | The Apprentice Lawman                | L'apprendista uomo di legge                   | 2014               | 2016            |
| 32 | Betting The Blame                    | Addio bugie                                   | 2014               | 2016            |
| 33 | Manhunt                              | Sulle tracce di Robin                         | 2014               | 2016            |
| 34 | Times Are A Changin'                 | Quando il tempo non cambia mai                | 2014               | 2016            |
| 35 | Pigeon Post                          | Il piccione viaggiatore                       | 2014               | 2016            |
| 36 | Tuck Hood                            | La via di mezzo tra Robin Hood e Tuck         | 2014               | 2016            |
| 37 | The Prince's Party                   | La festa del principe                         | 2014               | 2016            |
| 38 | The Letter                           | La lettera                                    | 2014               | 2016            |
| 39 | A Pretty Course                      | Un meraviglioso corso                         | 2014               | 2016            |
| 40 | Team Work                            | Il lavoro di squadra                          | 2014               | 2016            |
| 41 | The Great Game                       | Il grande torneo                              | 2014               | 2016            |
| 42 | The Good, The Bad, & The Ugly        | Il buono, il brutto e il cattivo              | 2014               | 2016            |
| 43 | The Prince's Water                   | L'acqua del principe                          | 2014               | 2016            |
| 44 | The Pursuit of Flynn                 | Flynn alla riscossa                           | 2014               | 2016            |
| 45 | Musical Mish-mash                    | Competizione musicale                         | 2014               | 2016            |
| 46 | The Best of Enemies                  | Robin Hood il migliore                        | 2014               | 2016            |
| 47 | The Sherwood Werewolf                | Il Lupo Mannaro della Foresta di Sherwood     | 2014               | 2016            |
| 48 | The Prince's Windmill                | Il mulino a vento                             | 2014               | 2016            |
| 49 | The Pantry                           | Poveri scagnozzi falliti                      | 2014               | 2016            |
| 50 | The Ransom                           | In cerca di prove                             | 2014               | 2016            |
| 51 | The Ballad of Robin Hood             | La ballata di Robin Hood                      | 2015               | 2016            |
| 52 | John the Hero                        | Giovanni eroe per un giorno                   | 2015               | 2016            |